# Sceneggiatura

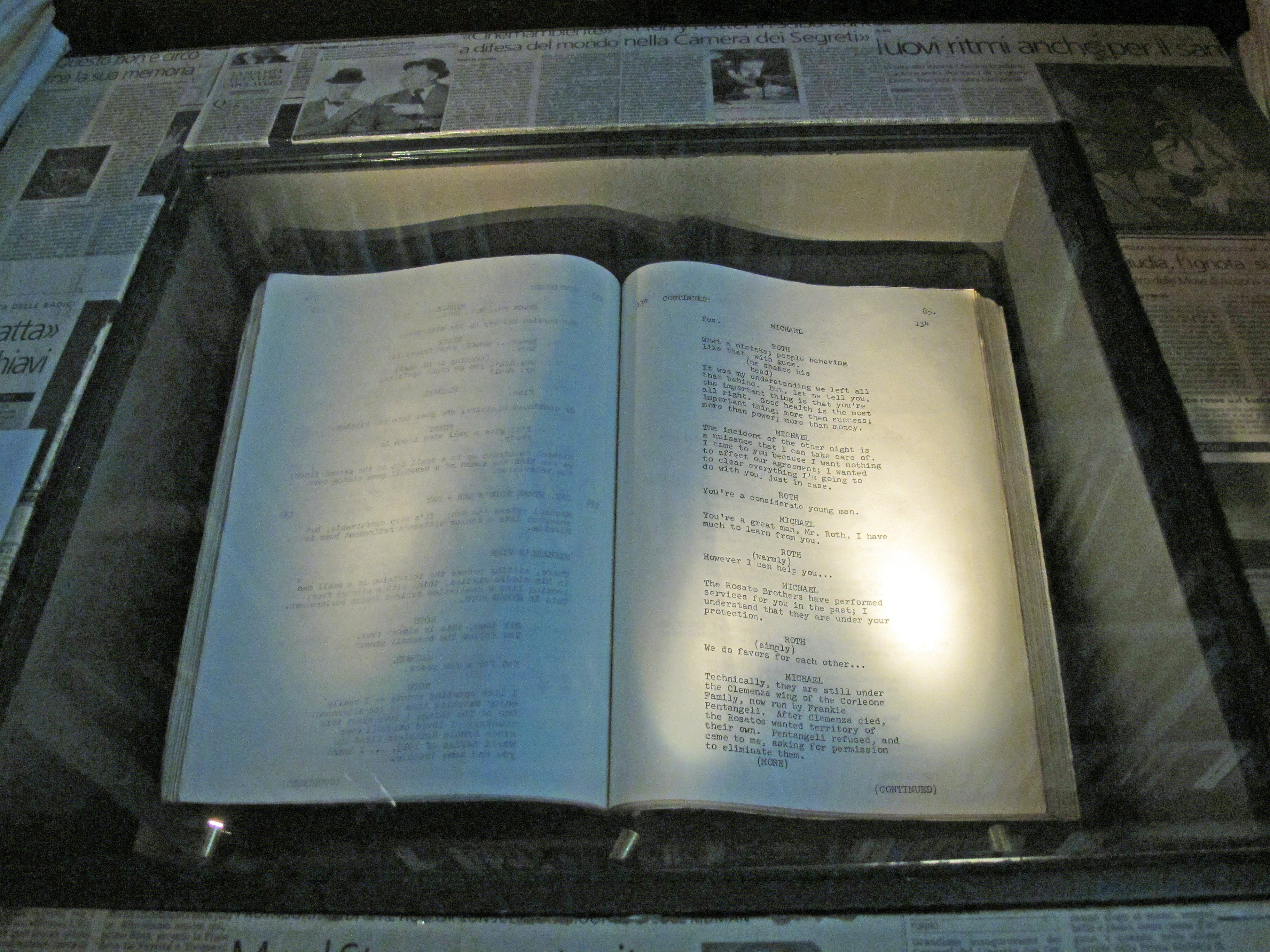
Sceneggiatura del film Il padrino - Parte II, conservata al Museo nazionale del cinema di Torino

La sceneggiatura è un testo strutturato in titolo di scena, descrizione e dialoghi; esso è destinato ad essere girato o filmato, per diventare quindi un film. Costituisce il primo e fondamentale passo nella realizzazione di tutte le opere cinematografiche, di fiction televisive (la cui sceneggiatura viene chiamata sceneggiatura televisiva) e anche di videogiochi. È una forma di narrazione in cui i movimenti, le azioni, le espressioni e i dialoghi dei personaggi sono descritti in un certo formato. Lo sceneggiatore è l'autore che la scrive. 
Gli sceneggiatori sono responsabili della ricerca della storia, dello sviluppo della narrazione, della scrittura della scena, del copione, dei dialoghi e della consegna, nel formato richiesto. Gli sceneggiatori hanno quindi una grande influenza sulla direzione creativa e sull'impatto emotivo della sceneggiatura e, probabilmente, del film finito. Gli sceneggiatori propongono idee originali ai produttori, nella speranza che vengano opzionate o vendute; o sono incaricati da un produttore di creare una sceneggiatura da un concetto, una storia vera, un'opera cinematografica esistente o un'opera letteraria, come un romanzo, una poesia, un'opera teatrale, un fumetto o un racconto.

## Sceneggiatura e testo teatrale
Ad un primo sguardo, una sceneggiatura non differisce molto da un testo teatrale. Anche nella sceneggiatura vengono riportati i dialoghi dei personaggi, con alcune indicazioni di recitazione, e vengono descritte le azioni e gli ambienti in cui si svolge l'azione. Si tratta però di due fenomeni diversi: la sceneggiatura è la scrittura che precede la realizzazione del film, mentre il testo teatrale è detto drammaturgia, che si traduce poi in copione o scrittura scenica. Talvolta è possibile trovare nelle sceneggiature anche alcune indicazioni sui movimenti che la macchina da presa dovrebbe fare, ad esempio riprendere l'attore in primo piano (ovvero da vicino, inquadrandone solo il volto) o in campo lungo (ovvero da lontano). Ma solitamente queste scelte vengono lasciate al regista. La sceneggiatura contenente le indicazioni di regia viene denominata sceneggiatura di ferro, e solitamente viene elaborata dal regista.
"Una sceneggiatura è una storia con un dialogo e descrizioni, in un contesto di struttura drammatica e soprattutto una storia raccontata per immagini. [...] Un romanzo è diverso. Di solito ha come punti fermi la vita interiore del protagonista e i suoi pensieri; i sentimenti, le emozioni e i ricordi prendono il posto dell'azione drammatica. [...] Anche una commedia è diversa. Una commedia è raccontata col dialogo, con le parole: l'azione viene rappresentata sul palcoscenico seguendo il linguaggio dell'azione drammatica. I personaggi parlano di sé, o dei propri ricordi, o dei fatti della loro vita. Una commedia è raccontata con le parole." 
Un testo teatrale può conoscere una quantità praticamente illimitata di rappresentazioni, molto diverse l'una dall'altra: due messe in scena dello stesso dramma di Shakespeare possono arrivare a sembrare due storie completamente differenti. Che invece dalla stessa sceneggiatura siano realizzati due film diversi è un fatto che non si è praticamente mai verificato. Non è difficile trovare in libreria le sceneggiature di, ad esempio, Woody Allen, Peter Jackson, Pedro Almodóvar o Quentin Tarantino, che oltre ad essere registi sono anche sceneggiatori.
La sceneggiatura è un progetto, e ha il solo valore del progetto, che per essere sviluppato e compiuto avrà bisogno dell'apporto di altri linguaggi. Ma come ogni progetto, contiene gli elementi fondamentali che ne decreteranno il successo o l'insuccesso. La storia è una responsabilità dello sceneggiatore e senza una buona storia è difficile fare un buon film.

## La figura dello sceneggiatore nel cinema
La figura dello sceneggiatore è emblematica nel campo cinematografico. Per prima cosa bisogna distinguere autore, sceneggiatore e regista: il regista prende decisioni tecniche, ma anche a livello visuale.
Nel corso della storia del cinema si è iniziato a dare molta più importanza alla figura del regista, a scapito di quella dello sceneggiatore. Molti registi, come Alfred Hitchcock e Frank Capra, però, hanno collaborato a lungo con sceneggiatori di professione, e non hanno scritto di loro pugno ogni sceneggiatura.
Un giorno Robert Riskin, stanco di sentire parlare del famoso Capra's touch inviò a Capra 120 pagine bianche con scritto: «Metti il tuo famoso tocco su questo! (Put the Capra touch on that!)».
Questo aneddoto permette di riflettere ancora di più a proposito della difficile questione sull'autore del film.
A turbare ancora di più nacque presto la figura del regista-sceneggiatore, come Quentin Tarantino, Woody Allen e Christopher Nolan.

## Scrittura della sceneggiatura
Le sceneggiature possono nascere da idee originali e, in questo caso, vengono denominate "sceneggiature originali", oppure possono essere basate su romanzi, testi teatrali o addirittura su altre sceneggiature e in quest'ultimo caso, trattandosi di adattamenti cinematografici, prendono il nome di "sceneggiature non originali". In ognuno di questi casi, la scrittura della sceneggiatura segue le seguenti fasi di sviluppo:
- idea
- soggetto
- trattamento
- scaletta
- scalettona (o scalettone)
- sceneggiatura.

Il soggetto è un'esposizione chiara e piuttosto breve della storia (1-5 pagine). Il trattamento è invece una narrazione più ampia che può assomigliare ad un racconto letterario, con descrizioni di luoghi, motivazioni psicologiche dei personaggi e qualche indicazione di dialogo. La scaletta è la sequenza "tecnica" delle scene, con una brevissima descrizione di quanto accade in ognuna di esse; serve a mettere in evidenza il ritmo e la progressione della storia e le eventuali falle da correggere. La scalettona, sovente chiamata scalettone, è l'ampliamento della scaletta, ed è quindi una fase in cui le scene vengono descritte con molta più precisione. Il prodotto finale, ovvero la sceneggiatura completa di un lungometraggio, supera di norma le 100 pagine.
Quando la sceneggiatura è basata su un romanzo, molto spesso lo si riscrive completamente e in ogni caso si deve necessariamente operare una ristrutturazione della storia. Il romanzo utilizza una modalità di racconto che non può essere trasposta nella sceneggiatura così com'è, per via della diversa durata e del diverso meccanismo di fruizione dell'opera.
Nei film viene talvolta realizzato anche uno storyboard, ovvero una serie di disegni che anticipano alcune inquadrature, così come dovranno apparire sullo schermo. Lo storyboard in realtà viene realizzato da un disegnatore, quando lo sceneggiatore ha consegnato il lavoro e sta probabilmente scrivendo qualcos'altro. È uno strumento pratico che serve al regista e alla produzione per lavorare meglio sul set, preparando solo quello che effettivamente verrà inquadrato, specialmente nelle scene molto complesse; serve a dare un'idea univoca a tutti i componenti della troupe (ovvero il gruppo di persone presenti sul set) di come dovrà venire la scena.
Una forma particolare di sceneggiatura è quella desunta, che è una trascrizione integrale del film ad opera normalmente di cinefili o studiosi. Essa non ha niente a che fare con la produzione del film, ma solo con una sua possibile analisi critica.

## Layout delle sceneggiature
Sul piano della formattazione della pagina, esistono tre diversi modelli:
- sceneggiatura all'italiana
- sceneggiatura all'americana
- sceneggiatura alla francese.

Nel primo modello, all'italiana, il testo è diviso in due parti disposte longitudinalmente: a sinistra c'è la parte descrittiva, ovvero le didascalie, a destra compaiono i dialoghi dei personaggi; quindi la pagina è come divisa in due colonne. Inoltre si cambia pagina ad ogni cambio scena.

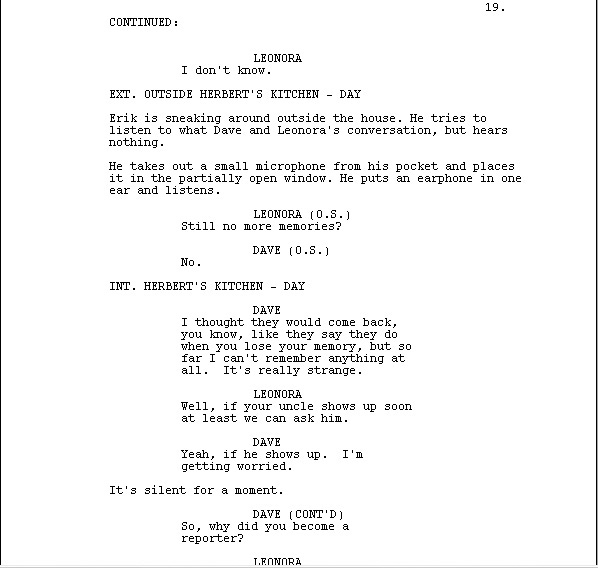
Esempio di sceneggiatura all'americana

La sceneggiatura all'americana, invece, dispone sia le didascalie sia i dialoghi nella parte centrale del foglio; le didascalie ne occupano tutta la larghezza, mentre i dialoghi vengono disposti al centro, incorporati in un margine ridotto.
Il modello alla francese si sintetizza in una via di mezzo tra gli altri due (disponendo in alto al centro una parte descrittiva e in basso a destra la parte coi dialoghi). È comunque il meno usato dei tre.
La sceneggiatura all'italiana è comoda perché cambiando pagina ad ogni scena rende lo spoglio della sceneggiatura molto semplice: permette, cioè, di aggregare le varie scene in unità di luogo, in modo da massimizzare le riprese. Tutte le sceneggiature del cinema italiano degli anni quaranta e dei decenni successivi hanno questa formattazione. La sceneggiatura all'italiana è caduta in disuso, sostituita da quella all'americana. Tuttavia il modello sopravvive nel mondo delle serie televisive ed in tale ambito si è affermato anche all'estero.
Oggi, però, il layout più utilizzato è proprio quello all'americana, che offre una migliore leggibilità. Esistono dei programmi appositi per il layout americano che rendono agevole la videoscrittura e che sono anche in grado di calcolare la durata in minuti di ogni singola scena e dell'intera sceneggiatura. Inoltre il computer è in grado di compiere il lavoro di spoglio in automatico.
Nel modello americano il font obbligatorio è il Courier corpo 12. I nomi dei personaggi e le intestazioni delle scene vengono scritti tutti in maiuscolo. Nell'intestazione bisogna scrivere il luogo nel quale la scena è ambientata, se si svolge in esterni (all'aria aperta) o in interni (in un qualunque ambiente chiuso) e alla luce di giorno oppure di notte. Le didascalie sono tendenzialmente prive di orpelli letterari e tendono a descrivere ambienti e azioni in modo chiaro e sintetico.
Il layout della sceneggiatura rappresenta, però, un solo aspetto del "Formato" che ne comprende anche altri. I programmi esistenti per computer possono, comunque, solo aiutare chi conosce già le scelte di formato che vanno fatte. (Vedi: Il formato di sceneggiatura).

## Il formato di sceneggiatura
Il formato di una sceneggiatura è un insieme delle convenzioni che aiutano lo sceneggiatore a trasmettere al produttore ‘l'immagine possibilmente più suggestiva di un film, espressa in parole scritte. Il formato viene applicato innanzitutto per aumentare la trasparenza e comprensione della sceneggiatura. Il formato comprende tutti gli elementi che sono formalizzati nella sceneggiatura, ovvero non appartenenti al soggetto come tale. La nozione “formato” comprende quindi i tre seguenti argomenti:
(1)	La conformità dei caratteri, degli spazi tra le linee e delle dimensioni della composizione. Da questo risulta la seguente dipendenza: una pagina del testo scritto corrisponde ad un minuto della proiezione di un film. A differenza degli standard americani, dove è obbligatorio il carattere Courier 12 e il formato della carta US-letter, in Europa i fogli hanno formato A4 ed i caratteri sono diversi.
(2)	Lo schema grafico, il cosiddetto layout, ovvero il modo di introdurre e disporre diversi elementi della sceneggiatura (dialogo, intestazioni delle scene, parentheticals, transitions, ecc.).
Il layout moderno della sceneggiatura risale ancora all'epoca della nascita dei primi film sonori. Negli studi cinematografici venivano create allora le unità separate, dedicate alla elaborazione del dialogo e del soggetto. Tali unità erano diverse dal punto di vista della schematizzazione degli elementi introdotti. Fino ad oggi, questo aiutava gli attori a distinguere tra il parlato e le azioni da fare. Anche dal punto di vista del layout il sistema europeo non è uniforme (vedi Layout delle sceneggiature: il metodo italiano, il metodo francese).
(3)	La grammatica tipica per la sceneggiatura, usata dagli sceneggiatori. Tale grammatica va vista sotto due aspetti:
(3.1.) Lo stile ‘manifestante’ (‘manifestation oriented style’), ovvero l'uso delle espressioni limitate in gran parte a presentare in modo chiaro e sintetico ciò che si potrà ascoltare e vedere sullo schermo. Tuttavia, questo stile lascia allo sceneggiatore la massima libertà di mostrare un'ampia gamma di soluzioni cinematografiche.
(3.2.) La codificazione, che si vede nelle modifiche delle convenzioni comuni della narrazione. Per esempio: senza interrompere la fluidità della narrazione, si sottolineano gli oggetti o le fonti acustiche importanti nel corso dell'azione; si fa distinzione tra chi parla fuori campo (in off) e chi ha il ruolo del narratore, ecc.
Infatti, la grammatica specifica della sceneggiatura si usa da quando esistono le sceneggiature, ma negli Stati Uniti essa ha preso importanza quando gli sceneggiatori non avevano più la garanzia di vendere le loro opere all'interno del sistema degli studi cinematografici. Adesso, per vendere la sceneggiatura, lo sceneggiatore deve usare lo stile ‘manifestante’, cioè il ‘manifestation oriented style’ – che facilita la trasmissione della trama e del modo attraente in cui viene narrata.
Date le condizioni differenti del mercato dell'industria del film, in vari paesi il formato della sceneggiatura ha una priorità diversa a seconda degli eventuali clienti.

## Acronimi e abbreviazioni utilizzati nello script
| PPP   | Primissimo piano                                                           |
| PP    | Primo piano                                                                |
| PM    | Piano medio                                                                |
| PA    | Piano americano                                                            |
| FI    | Figura intera                                                              |
| CM    | Campo medio                                                                |
| CL    | Campo lungo                                                                |
| CLL   | Campo lunghissimo                                                          |
| CR    | Campo ravvicinato (rispetto al CL o CLL)                                   |
| FC    | Fuori campo                                                                |
| SOGG. | Soggettiva                                                                 |
| PAN   | Panoramica                                                                 |
| TK    | Truka: indica l'inserimento di un effetto speciale.                        |
| MdP   | Macchina da presa                                                          |
| DIDA  | Didascalia                                                                 |
| POV   | Punto di vista (dall'inglese "Point Of View") della cinepresa o telecamera |
| CG    | computer grafica                                                           |